# إبراهيم بن يوسف الحسن الفخرو
المهندس إبراهيم بن يوسف بن عبد الله الحسن الفخرو، قطري، مؤلف كتاب «رحلة الخط العربي في ظلال المصحف الشريف» كما أنه أقام عدةَ معارض تتعلقُ بالخط العربي، والفن الإسلامي، وسيرة الرسول صلى الله عليه وسلم. تخرّج بدرجة البكالوريوس من جامعة قطر كمهندس كهرباء، وحصل فيما بعد على دبلوم في الإدارة.
بدأ العمل في شركة كهرماء وأصبح مدير إدارة توزيع الكهرباء فيها، ثم انتقل إلى هيئة قطر للسياحة، ثم أصبح مديراً عاماً لغرفة التجارة والصناعة، ثم شغل منصب الرئيس التنفيذي لشركة بروة البراحة ورئيس الشركات الشقيقة بشركة بروة العقارية.

## التعليم
حائز على شهادة البكالوريوس في الهندسة الكهربائية من جامعة قطر عام 1986, وحصل على شهادة دبلوم في الإدارة عام 1991.

## العمل
- كهرماء: بدأ إبراهيم الفخرو مسيرتهُ كمديرٍ إدارة توزيع الكهرباء في شركة كهرماء، وهي شركة أُنُشئت في سنة 2000 من أجل تنظيم بيع الكهرباء والماء للمستهلكين، وتأمين حاجة البلاد منهما بشكل دائم.
- هيئة قطر للسياحة: انتقل بعدها، إلى هيئة قطر للسياحة لمدة سنتين؛ وهي هيئة حكوميّة تُعنى بالقطاع السياحي في الدولة.
- غرفة التجارة والصناعة: عُيّن الفخرو مديراَ عاماً لغرفة التجارة والصناعة في عام 2004، ولعب دوراً بارزاً في تطوير النُظم والقوانين الخاصة بالتجارة والصناعة والتبادل التجاري.
- بروة: انتقل الفخرو بعدها، إلى شركة بروة، وعُيّن رئيساً تنفيذياً لها، وكانت الشركة قد حقّقت عدة إنجازات في وقته، حيث انها حصدت ثلاث جوائز عقارية دولية، وكان في أصول مجموعة بروة 65 مليار ريال قطري في عام 2011.[2]

## هواية تجميع القطع الفنية
أشار إبراهيم الفخرو أن عمله في هيئة قطر للسياحة في السابق كان سسباً لتوجيهه لهذه الهواية.
ويمتازُ الفخرو بمجموعةٍ قويّةٍ من لوحاتٍ خطية ومصاحف قديمة كما انه يمتلكُ مجموعةً من التحف العثمانية والتحف المتعلقة بمكة والكعبة المشرفة.
وقد اقام عدة معارض في هذا المجال، ومنهم

### معرض مال لول

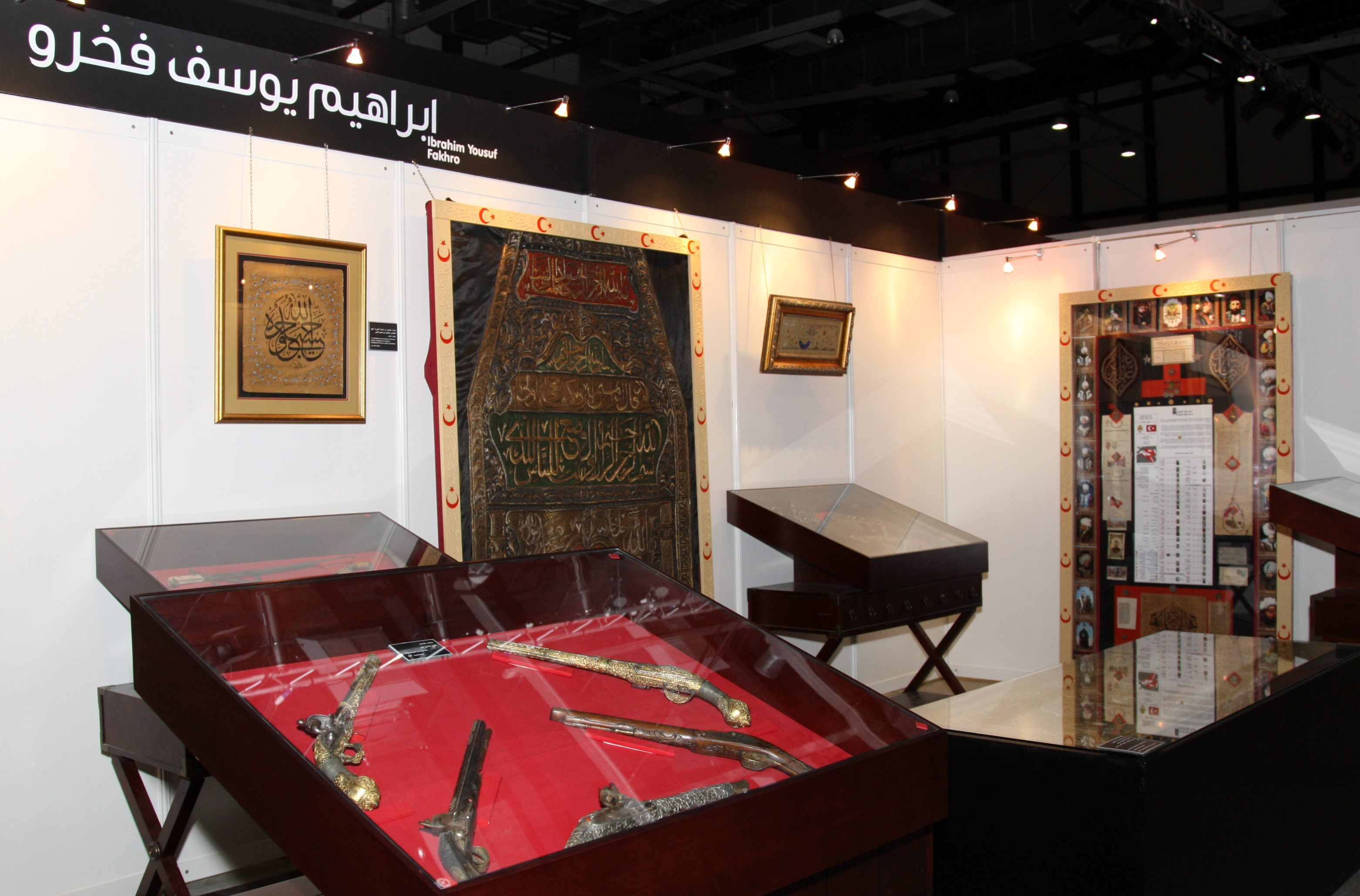
جانب من جناح إبراهيم الفخرو بمعرض مال لول.

شارك الفخرو في معرض مال لول الّذي أقيم في قاعة الرواق جانب المتحف الإسلامي في قطر، وحصل على المركز الثاني. استعرض جناح الفخرو بمعرض مال لول قطع أثرية ونفائس ثمينة تترجم الحقبة العثمانية بمختلِّ تطور الحياة في تلك الفترة ورسمت المعروضات خطوطا بارزة للتاريخ العثماني من مقتنيات وقطع أثرية عكست سائر المراحل التطويرية لحقبة الحكم العثماني وتمط الحياة الإنسانية في تلك الفترة...

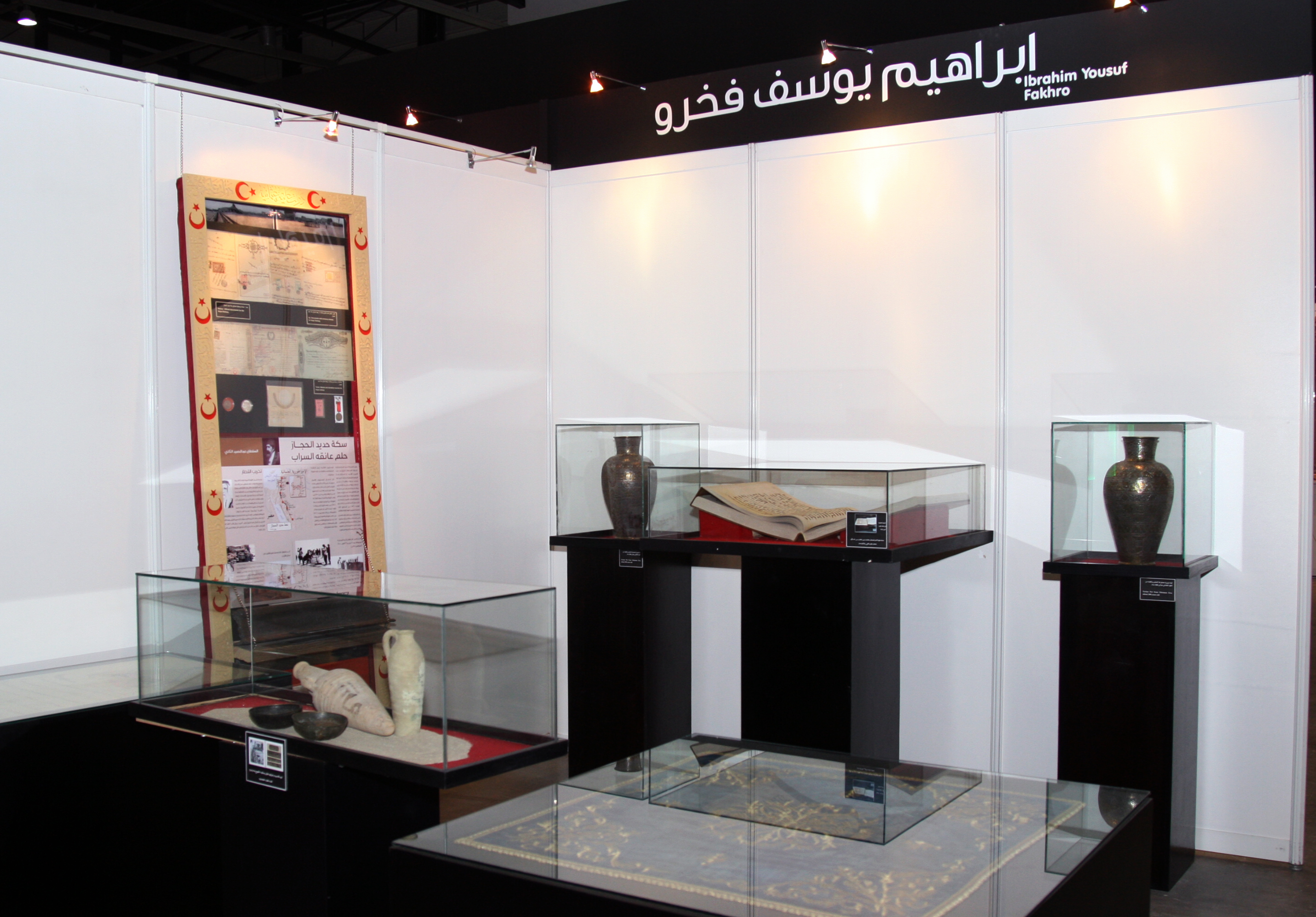
جانب من جناح إبراهيم الفخرو بمعرض مال لول.

وتميزت منصى عرض إبراهيم الفخرو بإبراز القطع الأثرية التي تحكي تطور مفردات الحياة السياسية والعسكرية والثقافية والفنّيّة للفترة العثمانية إضافةً إلى شرح واف لكل القطع المعروضة. وشكّل الجناح فرصة مثالية للزوار للمعاينة عن كثب للقطع الأثرية التي تحكي أزمنة وأمكنة مختلفة للعصر العثماني الزاخر بالنفائس الثمينة الضاربة في اعماق التاريخ الإنساني والحضاري.
وقد أشار سعادة السيّد أمري حقي السفير التركي في دولة قطر مشيدا بجهود إبراهيم الفخرو المتميّزة في جمع القطع الأثرية والنفائس الثمينة التي تعود إلى زمن الحقبة العثمانية وتترجم الحالة الثقافية والعسكرية والفنية التي شهدتها تلك الحقبة المتميزة الزاخرة بالإبداعات والابتكارات الخلاقة.

### معرض «رحلة القرآن.. رحلة الخط العربي»

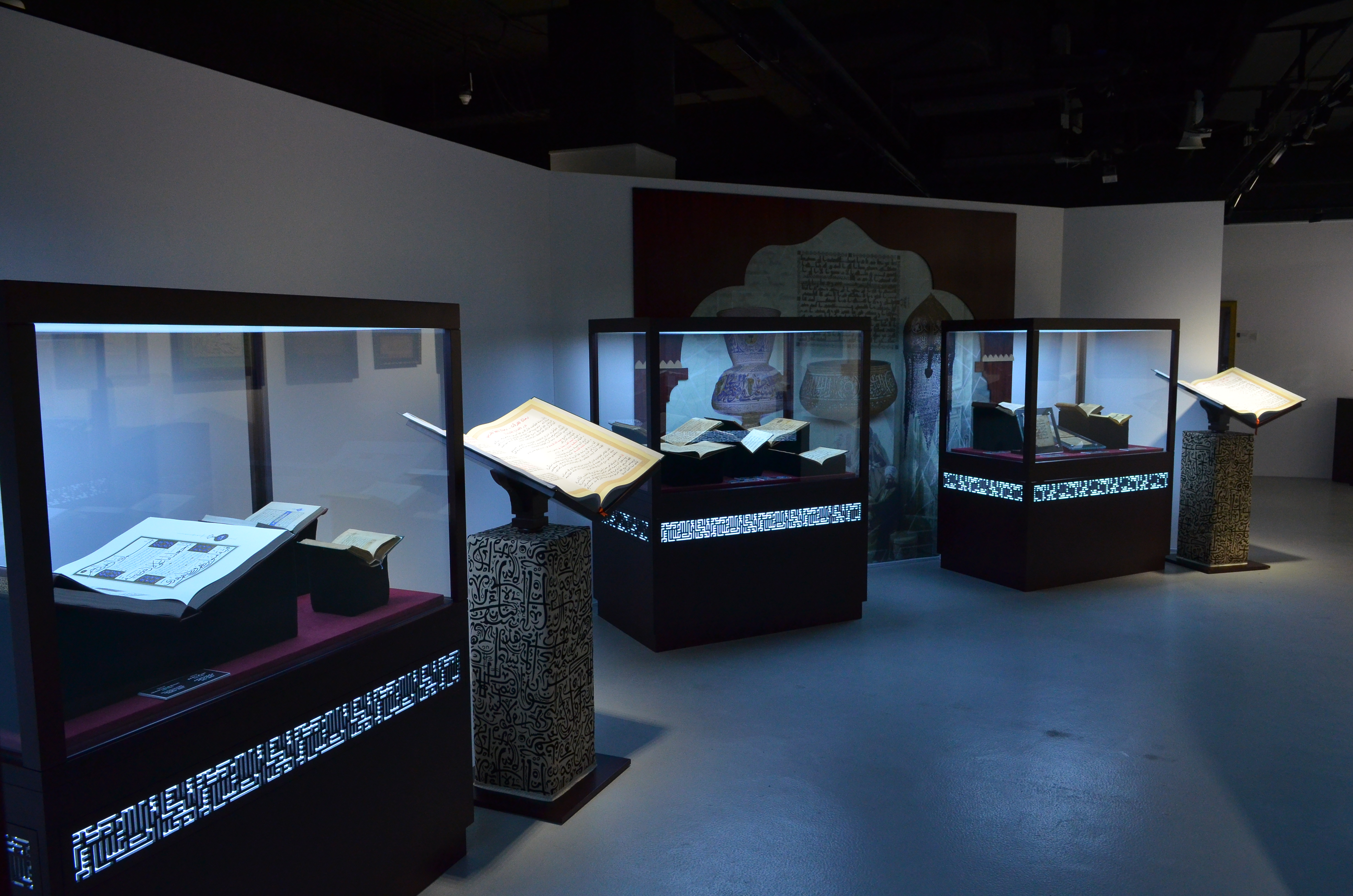
جانب من معرض "رحلة القرآن.. رحلة الخط العربي"

ضم معرض «رحلة القرآن.. رحلة الخط العربي» للمهندس إبراهيم الفخرو حوالي 80 مصحفاً من مختلف العصور و30 لوحة فنية لخطاطين عالميين  ، بجانب احتوائه على مجموعة من القطع الفنيّة القيّمة والتي تهتم بالخط العربي من خلال القرآن الكريم وبعض المخطوطات الأصليّة والمنسوخة.

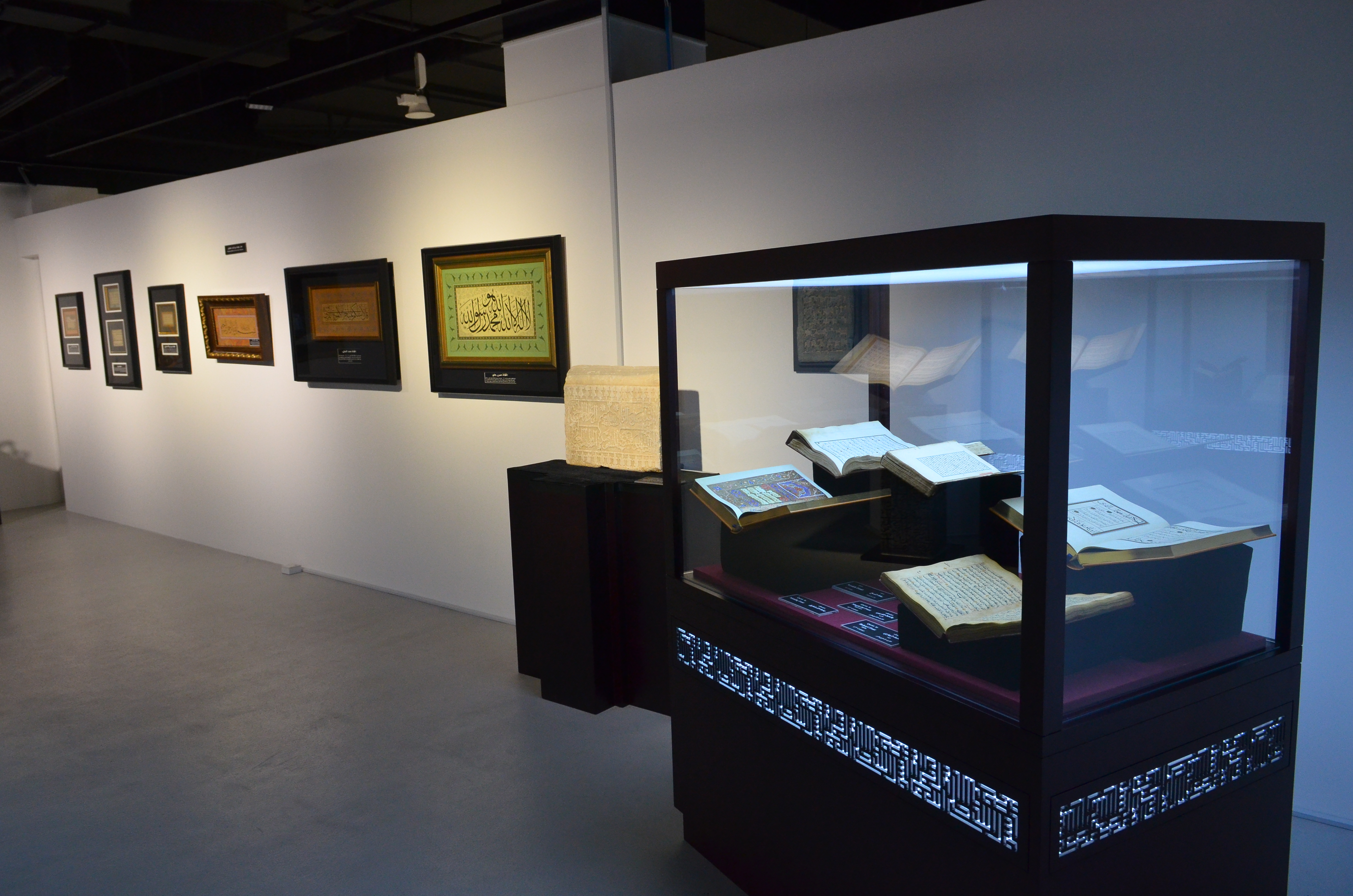
جانب من معرض "رحلة القرآن.. رحلة الخط العربي"

وبرز الفخرو في معرضه هذا الّذي انطلق في كتارا بداية شهر رمضان المبارك عام 1434، مدى اقتران تطور الخط العربي بانتشار القرآن الكريم 
، حيث ضم المعرض مصاحف امتد عمرها لمئات السنين. بدأ المعرض بولادة الخط العربي، ثم مرحلة اختراع الخطوط، انتقل بعدها إلي مرحلة جمالية الخط والتذهيب، مروراً بالمرحلة الرابعة وهي مرحلة الطباعة وخُتم بمصحف قطر وأجمل المصاحف المطبوعة. 
ويؤكد الفخرو، أنه حرص خلال معرضه «رحلة القرآن.. رحلة الخط العربي» على عرض أفكاراً متنوعة تحملها كل قطعة فنية مشاركة، لافتاً إلى أن هذا المعرض يتضمن قصصا مختلفة أراد هو نفسه أن يوصلها للزائر من خلال فكرة معينة.

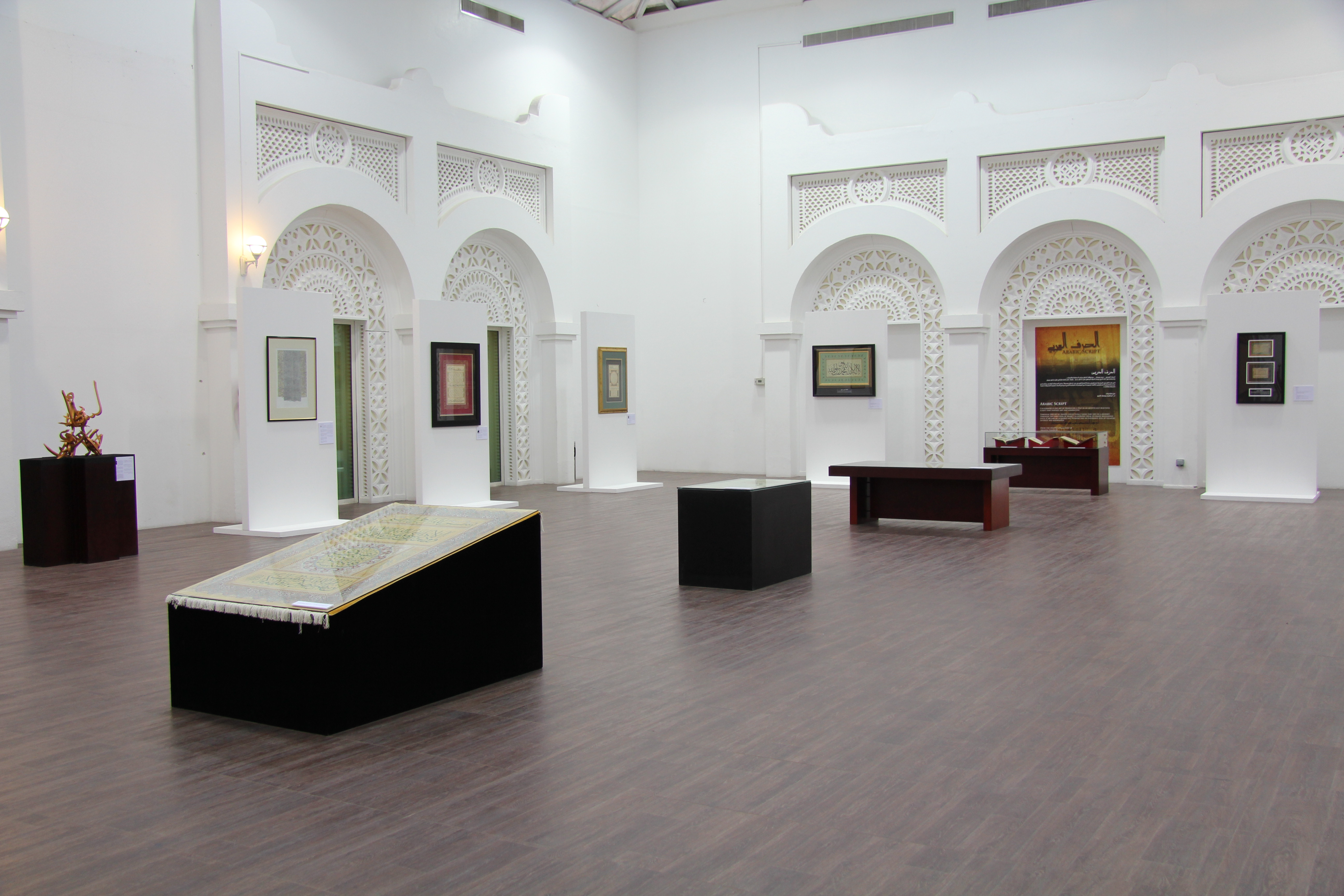
جانب من معرض الحرف العربي

### معرض الحرف العربي
ضم معرض الحرف العربي والذي انطلق في مؤسسة قطر شهر سبتمبر عام 2014 مجموعة نادرة من الأعمال الفنّيّة التي توضح جماليات الحرف العربي من مجموعة المقتني المهندس إبراهيم الفخرو.
ويُسلّط المعرض الضوء على ثلاثة محاور رئيسيّة هي بدايات ظهور الخط العربي، وملامح تطور الخط العربي، والخط العربي في العصر الحديث، ابرز ذلك من خلال إظهار الاستخدامات المختلفة للحرف العربي، بدءاً من المخطوطات وحتى الأقمشة والسيراميك مروراً بالنقود. فقد ضم المعرض قطعاً فنيّة تعود إلى القرنين التاسع والعاشر، ومن بينها قطع تعود للخطاطين الشهيرين حمد الله الأماسي والحافظ عثمان.